# Jüdisches Krankenhaus (Hannover)

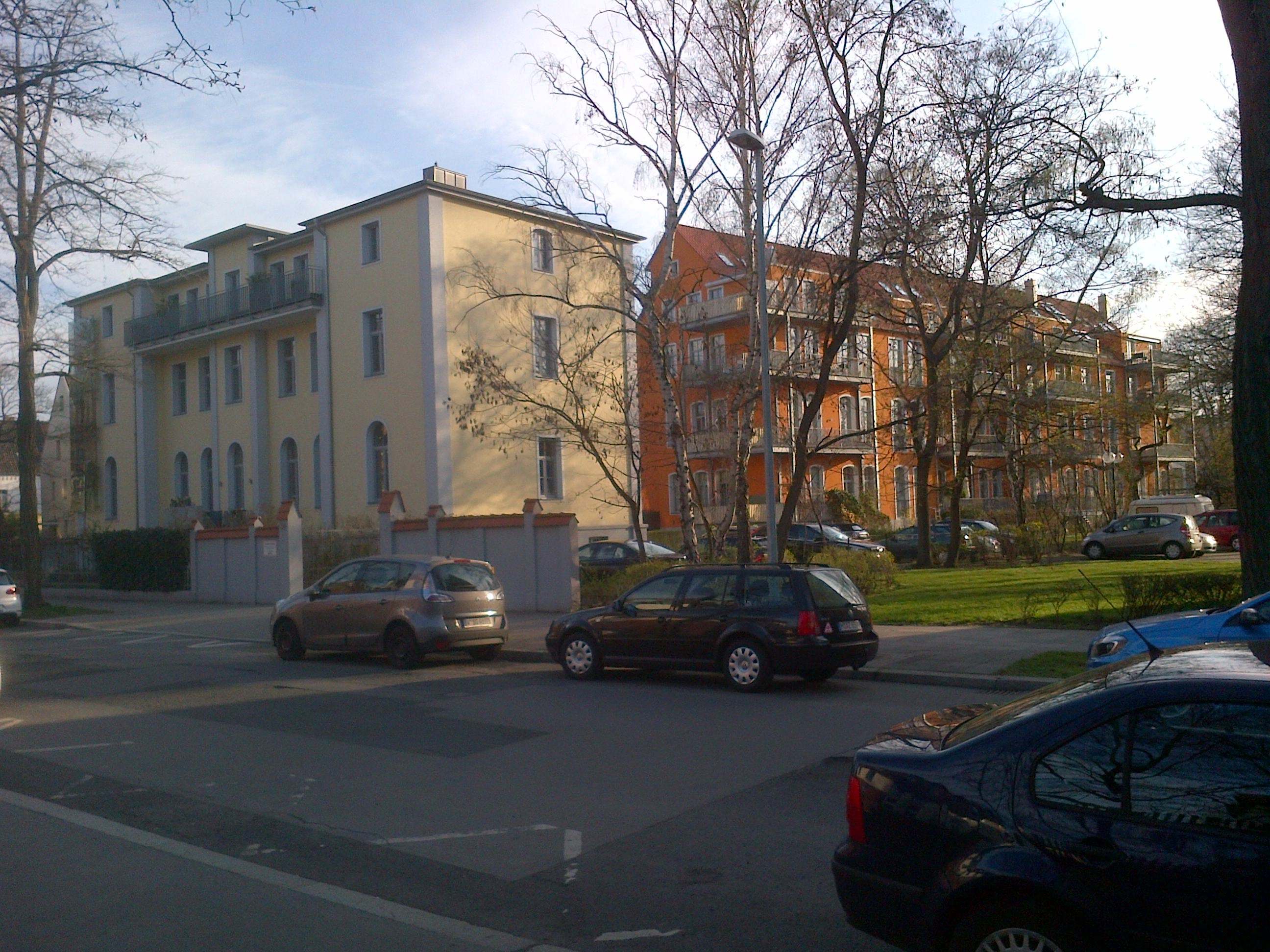
Gesamtansicht des Jüdischen Krankenhauses Hannover

Das ehemalige Jüdische Krankenhaus in der Ellernstraße 39 in Hannover ist ein denkmalgeschützter Gebäudekomplex und wurde im Jahre 1901 vom „Israelitischen Verein für Altersversorgung und Krankenpflege“ auf dem Eckgrundstück Ellernstraße/Vereinstraße im hannoverschen Zooviertel errichtet. Die Hauptgebäude enthalten nach denkmalgerechter Sanierung Wohnungen, das ehemalige Totenhaus wird für kulturelle Zwecke genutzt.

## Beschreibung

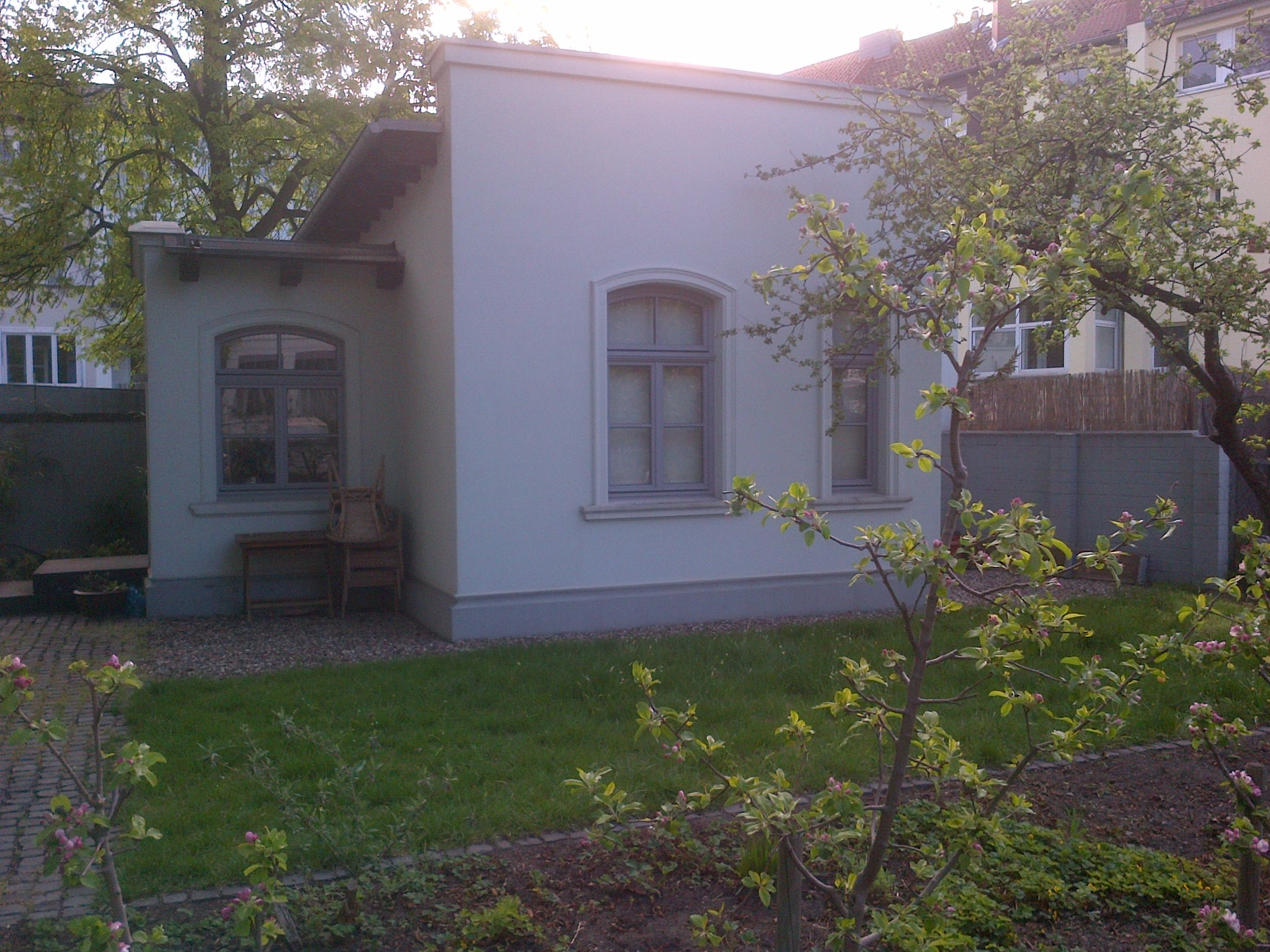
Totenhaus, jetzt Gedenk- und Begegnungsstätte

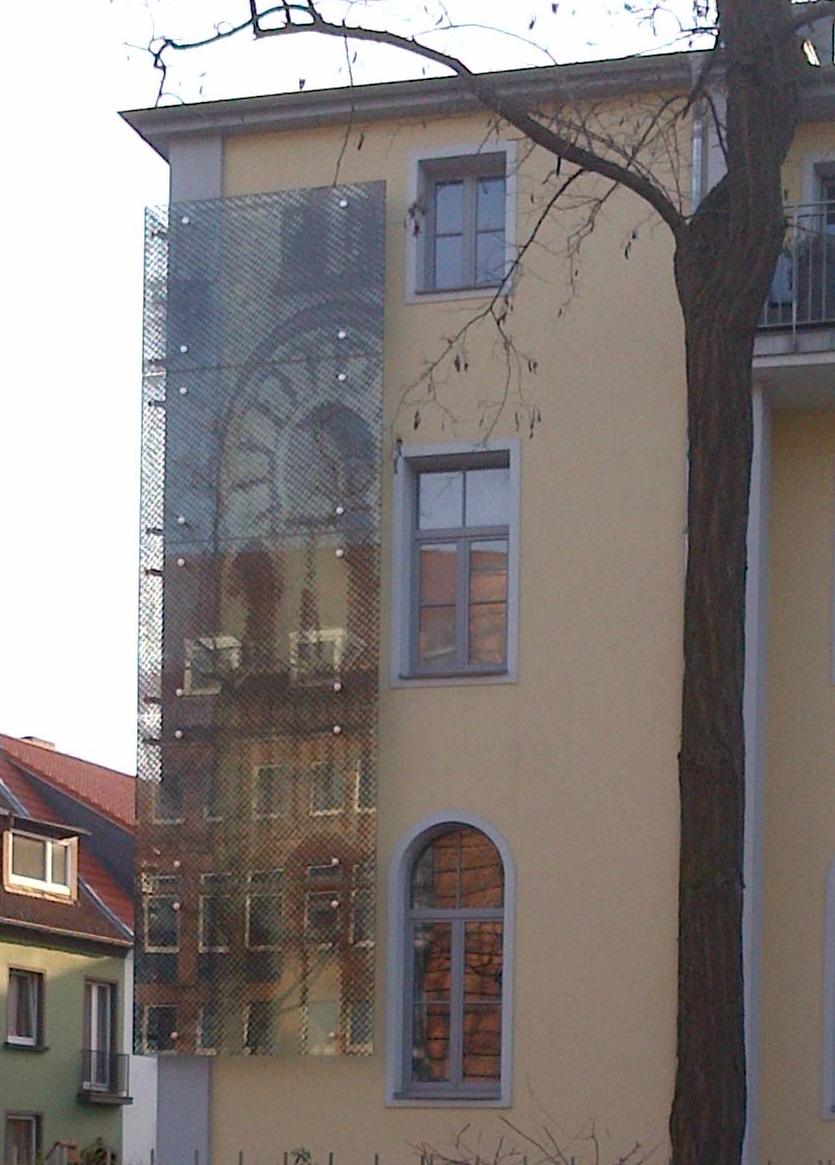
Glasinstallation, die die originale Fassade zitiert

Der von dem Architekten Carl Arend entworfene und 1901 eröffnete Gebäudekomplex besteht aus einem ursprünglich im maurischen Stil errichteten jüdischen Altersheim an der Ellernstraße, dem jüdischen Krankenhaus an der Vereinsstraße und einem Totenhaus.
Die durch Krieg und Nachkriegszeit stark beschädigten und verfallenen Gebäude wurden ab 2006 grundlegend denkmalgerecht saniert. Am ehemaligen jüdischen Altenheim erinnert eine vorgehängte, bemalte Glasscheibe an die ursprüngliche Ornamentik der Fassade. Während im ehemaligen Altersheim und Krankenhaus Wohnungen eingerichtet wurden, wurde das ehemalige Totenhaus als Künstlerwohnung und Begegnungsstätte gestaltet. Die Glastür an Eingang zum Garten des Totenhauses zeigt ein Gedicht von Hilde Domin und einen Ausschnitt aus dem Hausbuch des Krankenhauses.

## Geschichte

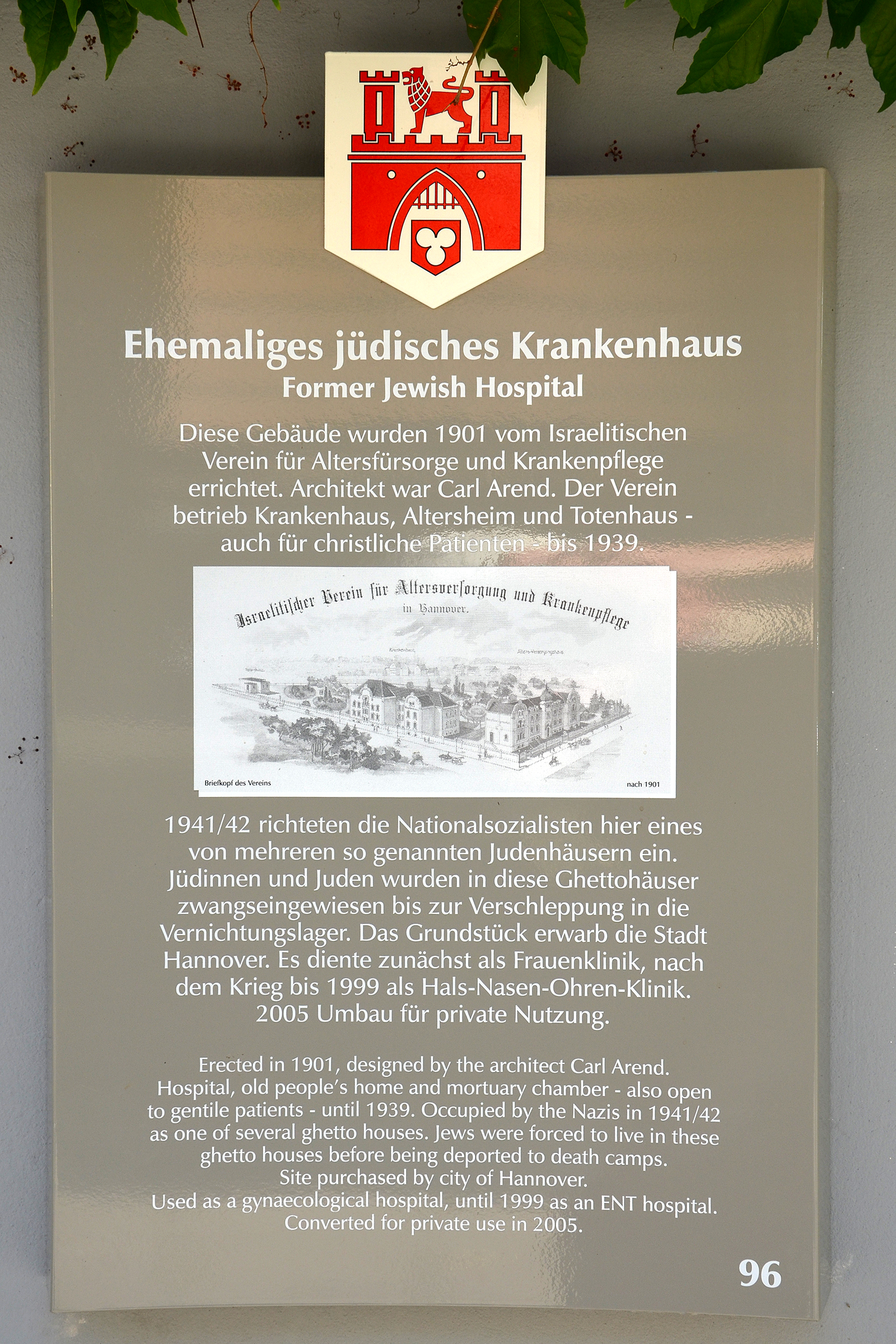
Stadttafel mit historischem Abriss

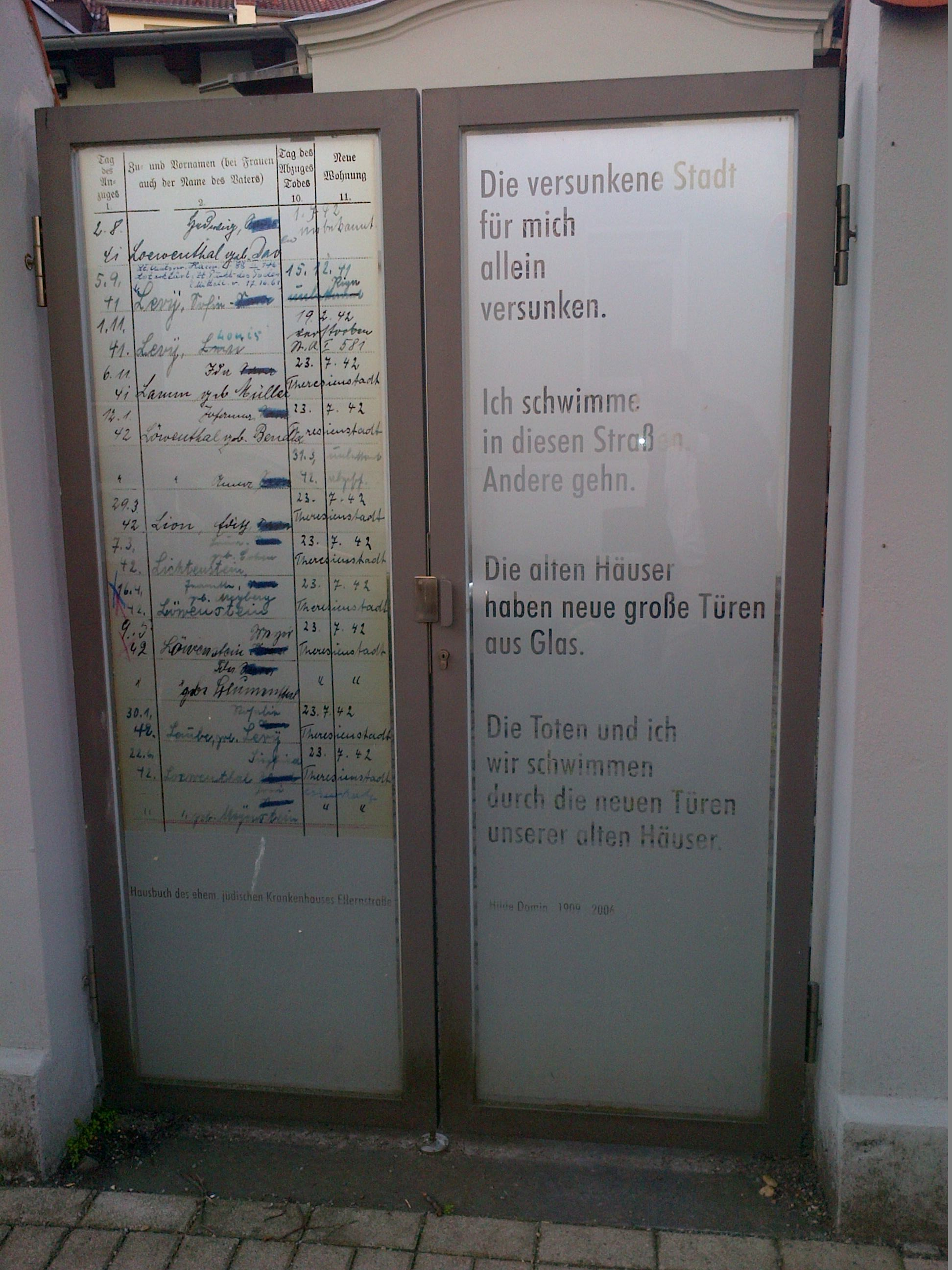
Glastür am Eingang zum ehemaligen Totenhaus.

Die Stationen Innere Medizin und Chirurgie wurden mit festangestellten Ärzten betrieben, die Gynäkologie und die Hals-, Nasen- und Ohrenkrankenstation über Belegärzte. Dazu kam eine Operationsabteilung mit zwei Operationssälen. Laut Vereinssatzung stand das Krankenhaus auch Patienten anderer Bekenntnisse offen. So wurden schon 1904 mehr christliche als jüdische Patienten versorgt. Die Kapazität des Krankenhauses wuchs somit von 27 Betten im Eröffnungsjahr 1901 kontinuierlich auf 70 Betten im Jahr 1933. Das Altersheim war dagegen Menschen jüdischen Glaubens vorbehalten.
Nach der nationalsozialistischen Machtergreifung 1933 wurde jüdischen Ärzten und Ärztinnen zunehmend die berufliche Existenzgrundlage entzogen. Nach der Vierten Verordnung zum Reichsbürgergesetz von 1938 durften sie als „Krankenbehandler“ ausschließlich jüdische Patienten annehmen. Im September 1941 wurde der Gebäudekomplex zu einem der hannoverschen „Judenhäuser“ erklärt, der Krankenhausbetrieb konnte zunächst noch aufrechterhalten werden. Allerdings verdoppelte sich dadurch die Zahl der auf dem Grundstück untergebrachten Menschen von ungefähr 90 auf über 170 Personen. Mit der ersten Deportation aus Hannover am 15. Dezember 1941 wurden 52 von ihnen in das Ghetto Riga transportiert. Nach der Deportation am 23. Juli 1942 nach Theresienstadt waren Krankenhaus und Altenheim vollständig geräumt.
Über ein Jahr später zog die „Städtische Wöchnerinnenklinik“ in die leerstehenden Gebäude ein. Während der Luftangriffe auf Hannover 1943 wurden sie schwer beschädigt. Die Frauenklinik konnte daher erst Mitte 1944 wiedereröffnet werden. Zwischen 1961 und 1999 war die Hals-Nasen-Ohren-Klinik des Nordstadtkrankenhauses in dem Komplex untergebracht. Nach deren Auszug verfielen die Gebäude zunehmend, bis der Komplex von 2006 an saniert wurde.